# Jess Roskelley
Jess Roskelley (13. července 1982 Spokane – 16. dubna 2019 Národní park Banff) byl americký horolezec.

## Život
Narodil se ve Spokane ve státě Washington jako syn horolezce Johna Roskelleyho a docházel na střední školu Mt. Spokane. Později studoval na Montanské univerzitě. Svou horolezeckou kariéru zahájil jako průvodce na Mount Rainier. V roce 2003 se spolu s otcem účastnil expedice na Mount Everest, jehož vrcholu spolu dosáhli 23. května. Roskelley se tehdy stal nejmladším Američanem na vrcholu hory (později byl rekord překonán). V říjnu 2012 vylezl novou cestou na Mount Wake v Aljašských horách. V dubnu 2013 vystoupil spolu se dvěma dalšími horolezci novou cestou na horu Citadel v aljašském pohoří Kichatna Mountains. V roce 2019 se účastnil spolu s Rakušany Davidem Lamou a Hansjörgem Auerem expedice na Howse Peak. Dosáhli vrcholu, při sestupu však všichni zahynuli.